# Yu Qiuli

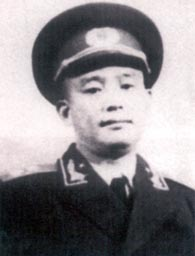
Yu Qiuli (1955)

Yu Qiuli (chinesisch 余秋里; * 15. November 1914 in Ji’an, Jiangxi; † 3. Februar 1999 in Peking) war ein chinesischer Generalleutnant der Volksbefreiungsarmee und Politiker der Kommunistischen Partei Chinas (KPCh), der unter anderem von 1975 bis 1982 Vize-Ministerpräsident sowie Mitglied des Politbüros der KPCh war. Der Teilnehmer des Langen Marsches von 1934/35 war eine wichtige Persönlichkeit während der Regierungszeit von Mao Zedong und gilt als Gründer der heutigen Erdölindustrie der Volksrepublik China sowie Unterstützer der Modernisierung der Volksbefreiungsarmee während der faktischen Amtszeit von Deng Xiaoping.

## Leben

### Teilnehmer des Langen Marsches, Offizier und Minister
Yu Qiuli stammte aus einer verarmten Kleinbauernfamilie und nahm 1928 als Vierzehnjähriger an einem Aufstand von Kleinbauern teil. 1930 trat er der Kommunistischen Partei Chinas (KPCh) und gehörte zu den zehntausenden Guerillakämpfern und deren Anhängern, die 1934 mit dem Langen Marsch begannen, um die Blockaden der Nationalchinesen um die kommunistischen Basen in Südchina zu durchbrechen. 1935 erlitt er eine Verwundung am Arm während eines Gefechts mit nationalchinesischen Verbänden, nahm aber weiter an der Durchbrechung feindlicher Gebiete Richtung Nordchina teil. Nach Beendigung des Langen Marsches musste ihm neun Monate später sein Arm amputiert werden. Während des am 7. Juli 1937 begonnenen und bis 1945 dauernden Zweiten Japanisch-Chinesischen Krieges und des noch bis 1949 dauernden Chinesischen Bürgerkrieges war er ein führender Politkommissar und Ausbildungsoffizier der kommunistischen Armee.
Nach dem kommunistischen Sieg sowie der Gründung der Volksrepublik China am 1. Oktober 1949 wurde Yu Leiter der Militärakademie und nahm danach verschiedene Funktionen innerhalb des zentralen Militärkommandos ein wie zum Beispiel als Leiter der Finanzabteilung der Armee im Range eines Generalleutnants. 1958 wurde er zum Minister für Erdölindustrie ernannt und nahm damit eine zentrale Rolle in der Regierung während der Zeit des Großen Sprungs nach vorn ein. Nach der Entdeckung der Ölfelder von Daqing 1959 war er als solcher maßgeblich an der Entwicklung von Daqing zu einer Modellstadt der chinesischen Wirtschaft verantwortlich. Das bis dahin im Sommer von Moskitoplagen sowie im Winter von Dauereis heimgesuchte Sumpfland von Daqing wurde unter seine Leitung zum größten Produktionszentrum für Erdöl des Landes ausgebaut und zu einem Synonym des proletarischen Heroismus. Nach dem Vorbild von Daqing entwickelte er in den folgenden Jahren einige weitere Hauptproduktionszentren, ehe sich die Volksrepublik China sich 1964 zum Selbstversorger mit Erdöl bezeichnete.
1964 wechselte Yu Qiuli in das wichtigste für Wirtschaft zuständige Ministerium des Staatsrates der Volksrepublik China und wurde Vize-Vorsitzender der Staatlichen Planungskommission. Als solcher wurde er 1965 von Mao Zedong zum Hauptverantwortlichen für den dritten Fünfjahresplan ernannt und damit zur führenden Person für das Wirtschaftswachstum in dem bis dahin rückständigen Hinterland von Südwestchina. Die zwischen 1966 und 1975 andauernden Kulturrevolution überstand er ohne wesentlichen Machtverlust.

### Vize-Ministerpräsident und Mitglied des Politbüros
Yu wurde auf dem IX. Parteitag der KPCh 1973 zum Mitglied des Zentralkomitee der KPCh gewählt sowie 1975 neben Deng Xiaoping zu einem der Vize-Ministerpräsidenten ernannt. Nach dem Tode von Mao Zedong wurde er schließlich 1977 auch Mitglied des Politbüros der KPCh und gehörte damit einem der höchsten Führungsgremien der regierenden kommunistischen Partei an. In dieser Funktion galt er als Mitglied der sogenannten „Erdöl-Faktion“, einer Gruppe älterer Parteifunktionäre, die sich dafür aussprachen, die Einnahmen aus Erdölexporten für die Finanzierung von Importen von Hochtechnologie aus dem Westen zu nutzen. Diese Gruppe waren grundsätzlich konservative Stalinisten in ihrer ökonomischen Denkweise, die zentrale Planung und Schwerindustrie förderten und mit ihrer Strategie au Widerspruch bei dem aufsteigenden Deng stießen.
Mit dem Machtzuwachs von Deng Xiaoping Ende der 1970er Jahre schwand der Einfluss der Erdöl-Faktion. Yu selbst wurde zu einer Selbstkritik gezwungen, nachdem es 1979 zu einem Zusammenbruch einer von Japan betriebenen Bohrplattform in der Bohai-Bucht kam. Daraufhin verlor er seinen Posten als  stellvertretender Vorsitzender der Staatlichen Planungskommission und wurde stattdessen Vorsitzender der Staatlichen Energiekommission. 1982 wurde er in die Volksbefreiungsarmee zurückberufen und zum Leiter von deren Politischer Hauptverwaltung ernannt, nachdem der bisherige Leiter Wei Guoqing wegen eines Deng-kritischen Artikels in der Militärzeitung entlassen wurde. Trotz seiner Differenzen mit Deng Xiaoping wegen dessen Wirtschaftspolitik wurde Yu Qiuli als weitgehend entfesselt von der alten maoistischen Ideologie angesehen, so dass er bei der Modernisierung des Militärs helfen konnte. Er war zwischen 1982 und 1984 zugleich Mitglied des Staatsrates sowie von 1982 bis 1987 Vize-Generalsekretär der Zentralen Militärkommission.
1987 trat Yu Qiuli von seinen Ämtern als Mitglied des Politbüros, als Vize-Generalsekretär der Zentralen Militärkommission, als Mitglied des ZK der LPCh sowie als Leiter der Politischen Hauptverwaltung der Volksbefreiungsarmee zurück. Sein Nachfolger auf diesem Posten wurde General Yang Baibing.

## Hintergrundliteratur
- Zhao Ziyang: Prisoner of the State: The Secret Journal of Premier Zhao Ziyang, Herausgeber Bao Pu, Renee Chiang, Adi Ignatius, Simon and Schuster, 2009, ISBN 1439-1-4938-0
- Lawrence C. Reardon: The Reluctant Dragon: Crisis Cycles in Chinese Foreign Economic Policy, University of Washington Press, 2015, ISBN 0295-8-0333-9